# Steyr HS .50
El Steyr HS .50 es un fusil de francotirador o antimaterial monotiro de 12,7 mm de calibre, fabricado por Steyr Mannlicher.

## Características
El Steyr .50 HS es un fusil de cerrojo monotiro. No tiene un depósito interno fijo, por lo que cada cartucho tiene que ser cargado directamente en la portilla de eyección y es empujado dentro de la recámara por el cerrojo. El cañón con acanaladuras está forjado en frío y ofrece una excelente precisión en un alcance efectivo de hasta 1500 m. Tiene un bípode ajustable, un freno de boca muy eficaz que reduce sustancialmente el retroceso para aumentar la comodidad al dispararar y un riel Picatinny para la instalación de diversos modelos de miras telescópicas.
Sin embargo, debido a las exigencias de los clientes, una modificación reciente del HS .50 incluye un cargador extraíble de cinco cartuchos que se inserta en el lado izquierdo del fusil, de manera similar al Denel NTW-20. 

## Variantes

### HS .460
El fusil también está disponible calibrado para el cartucho específico .460 Steyr, desarrollado para mercados en los que está prohibido el uso del 12,7 × 99 OTAN por particulares, pero no cartuchos calibre 11,6 mm, como el estado de California. La versión de calibre 11,6 mm es conocida como HS .460. 

### HS .50 M1
El HS .50 M1 es una evolución del HS .50. Las principales diferencias son: es alimentado desde un cargador extraíble recto de 5 cartuchos, insertado en el lado izquierdo del cajón de mecanismos, tiene un riel Picatinny más largo en su parte superior y más rieles Picatinny a los lados, una carrillera ajustable, un bípode con nuevo diseño y un monópode en la culata.

## Operadores
- Argentina: Es empleado por el Ejército Argentino.[2]
- Bolivia: Es empleado por el Ejército de Bolivia.[3]
- Irak: Es empleado por las Fuerzas de Movilización Popular.[4]
- Irán: Compró 800 fusiles en 2006.[4] Irán también produce una versión sin licencia, llamada AM-50 Sayyad.[5]
- Rusia: Es empleado por la Policía y las Fuerzas Especiales.[6]
- Siria: Las Fuerzas Armadas sirias emplean la copia iraní (AM-50 Sayyad).[7]
- Turquía: Fuerzas Armadas de Turquía.[cita requerida]
- Hamás: Las Brigadas Ezzeldin al-Qassam emplean la versión local al-Ghoul [8]